# 地方揮発油税
地方揮発油税（ちほうきはつゆぜい）は、揮発油（ガソリン）に課し地方自治体に財源を譲与することを目的とする税金であり（地方揮発油税法1条）、地方譲与税と呼ばれる税の内の一つ。国税、間接税の一つ。
ガソリンにかかるガソリン税は、揮発油税と地方揮発油税を合わせた名称である。

## 税率
本則税率
ガソリン1リットルあたり4.40円（これと揮発油税24.30円をあわせて、ガソリン税28.7円とされている）
暫定税率（2008年（平成20年）5月1日から当分の間）
ガソリン1リットルあたり5.2円（これと揮発油税48.6円をあわせて、ガソリン税53.8円とされている）
地方道路税法では1キロリットルあたり4,400円であるが、1970年代のオイルショックを機に、租税特別措置法（昭和32年法律26号）第89条第1項の規定により1979年（昭和54年）6月1日から1993年（平成5年）11月30日までは1キロリットルあたり8,200円が適用されるようになった。その後、同法第89条第2項の規定により1993年（平成5年）12月1日から2008年（平成20年）3月31日までは1キロリットルあたり5,200円となり、更に適用期限が現在のところ「当分の間」とされている。
沖縄県は低減されている。ガソリン税の項目を参照。

## 歴史
2008年（平成20年）3月31日まで、地方自治体に対し地方道路税譲与税として道路財源を譲渡するため、「地方道路税」を、揮発油に課税することが目的であり課税の根拠については、自動車の運転によって道路を毀損させる者に道路の整備、補修費用を負担させるもので、揮発油税と同様、その実質は受益者負担金的な意味があるとされていた。
2009年（平成21年）4月1日、道路特定財源制度廃止に伴い、現在の名称に改称された。もっとも、道路特定財源制度は廃止されたものの、地方揮発油譲与税の配分基準は、道路の延長及び面積であり、地方揮発油譲与税の大部分は道路財源に多く用いられている実態はある。

## 税収の推移
| 地方揮発油税税収（決算ベース）  | 地方揮発油税税収（決算ベース） | 地方揮発油税税収（決算ベース） | 地方揮発油税税収（決算ベース） | 地方揮発油税税収（決算ベース） |
| ------------------------------- | ------------------------------ | ------------------------------ | ------------------------------ | ------------------------------ |
| 年度                            |                                |                                |                                | 税収額（×100万円）             |
| 1997（平成9）                   | 1997（平成9）                  |                                | 276,378                        | 276,378                        |
| 1998（平成10）                  | 1998（平成10）                 |                                | 284,999                        | 284,999                        |
| 1999（平成11）                  | 1999（平成11）                 |                                | 293,410                        | 293,410                        |
| 2000（平成12）                  | 2000（平成12）                 |                                | 296,228                        | 296,228                        |
| 2001（平成13）                  | 2001（平成13）                 |                                | 301,045                        | 301,045                        |
| 2002（平成14）                  | 2002（平成14）                 |                                | 303,490                        | 303,490                        |
| 2003（平成15）                  | 2003（平成15）                 |                                | 308,731                        | 308,731                        |
| 2004（平成16）                  | 2004（平成16）                 |                                | 310,099                        | 310,099                        |
| 2005（平成17）                  | 2005（平成17）                 |                                | 311,187                        | 311,187                        |
| 2006（平成18）                  | 2006（平成18）                 |                                | 305,652                        | 305,652                        |
| 2007（平成19）                  | 2007（平成19）                 |                                | 301,776                        | 301,776                        |
| 2008（平成20）                  | 2008（平成20）                 |                                | 285,617                        | 285,617                        |
| 2009（平成21）                  | 2009（平成21）                 |                                | 290,513                        | 290,513                        |
| 2010（平成22）                  | 2010（平成22）                 |                                | 294,249                        | 294,249                        |
| 2011（平成23）                  | 2011（平成23）                 |                                | 283,368                        | 283,368                        |
| 2012（平成24）                  | 2012（平成24）                 |                                | 280,534                        | 280,534                        |
| 2013（平成25）                  | 2013（平成25）                 |                                | 275,436                        | 275,436                        |
| 2014（平成26）                  | 2014（平成26）                 |                                | 266,029                        | 266,029                        |
| 2015（平成27）                  | 2015（平成27）                 |                                | 263,697                        | 263,697                        |
| 2016（平成28）                  | 2016（平成28）                 |                                | 260,453                        | 260,453                        |
| 2017（平成29）                  | 2017（平成29）                 |                                | 256,386                        | 256,386                        |
| 2018（平成30）                  | 2018（平成30）                 |                                | 251,209                        | 251,209                        |
| 2019（令和元）                  | 2019（令和元）                 |                                | 244,038                        | 244,038                        |
| 2020（令和 2）                  | 2020（令和 2）                 |                                | 220,224                        | 220,224                        |
| 2021（令和 3）                  | 2021（令和 3）                 |                                | 222,142                        | 222,142                        |
| 2022（令和 4）                  | 2022（令和 4）                 |                                | 220,976                        | 220,976                        |
| 租税及び印紙収入決算額調-財務省 |                                |                                |                                |                                |